# Paul-Jean Hérault

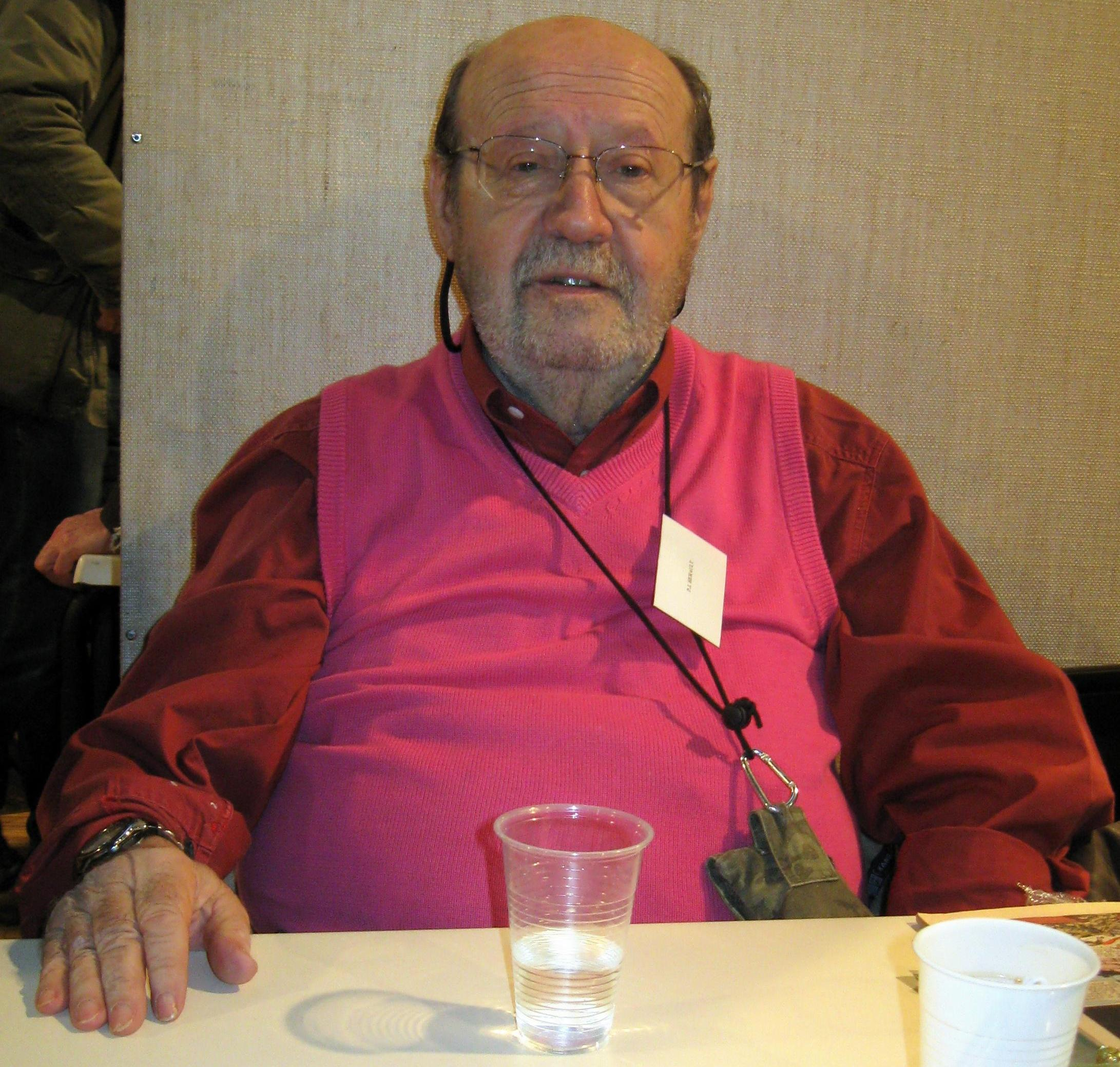
Paul-Jean Hérault (2010)

Paul-Jean Hérault (oft auch als P.-J. Hérault) war das Pseudonym von Michel Rigaud (geboren am 22. September 1934 in Paris; gestorben am 26. Oktober 2020), einem französischen Schriftsteller und Journalisten. Bekannt war er vor allem als Autor von Science-Fiction. Hier hat er seit 1975 über 40 Romane verfasst. 2005 wurde er für sein Lebenswerk in der französischen Science-Fiction mit dem renommierten Prix Cyrano ausgezeichnet.

## Leben
Michel Rigaud wurde 1934 im 14. Arrondissement von Paris geboren. Nach dem Besuch verschiedener Gymnasien studierte er Rechtswissenschaft an der Faculté de droit de Paris und Journalismus an der École Supérieure de Journalisme und schließlich an der École des Hautes Études Sociales et Internationales. Während des Algerienkrieges diente er als Nachrichtenoffizier. Seine Erlebnisse in dieser Zeit übten einen prägenden Einfluss aus.
Nach seiner Rückkehr ins Zivilleben arbeitete er als Journalist bei verschiedenen Zeitungen und Zeitschriften, darunter Paris-Presse, Candide, L’Aurore und Paris-Jour. Schließlich wurde er Redakteur bei RTL und dann Nachrichtenchef bei Télé Star. Außerdem verwirklichte er seinen Traum vom Fliegen, wurde Privatpilot, flog mit Segel- und Motorflugzeugen und war 1972 Mitbegründer von Aviation 2000, einer Monatszeitschrift für Fliegerei. Neben seiner Leidenschaft für das Fliegen in jeder Form – außer Fallschirmspringen und Drachenfliegen – betrieb er so verschiedene Sportarten wie Segeln, Tauchen, Skifahren und Fechten.
Anfang der 1970er hatte er die Idee, Spionageromane zu schreiben, wobei er Informationen aus seinen Fliegereireportagen weiterverwertete. Réseaux Sommeil, der erste von drei Spionageromanen, erschien 1971 im Verlag Fleuve noir. Im selben Verlag erschien neben den Krimis die Science-Fiction-Reihe Anticipation, für die er ab 1975 zu schreiben begann, als Le rescapé de la Terre, der erste Band seines Space-Opera-Zyklus Cal de Ter erschien, der sein bekanntestes Werk ist.
Hérault war ein anerkannter, bis zu seinem Tod produktiver Autor. Der Roman Les clones déviants wurde 2015 als The Clone Rebellion ins Englische übersetzt. Deutsche Übersetzungen liegen nicht vor.

## Auszeichnungen
- 2005 Prix Cyrano für das Lebenswerk

## Bibliografie
Die Serien sind nach dem Erscheinungsjahr des ersten Teils geordnet.
Cal de Ter (Romanserie)
- 1 Le rescapé de la Terre (1975)
- 2 Les bâtisseurs du monde (1976)
- 3 La planète folle (1976)
- 4 Hors contrôle (1978)
- 5 37 minutes pour survivre … (1979)
- 6 Chak de Palar (1980)
- 7 Cal de Ter (1983)
- Le secret des Loys (2007, Kurzgeschichte)
- Cal de Ter: L’intégrale, tome 1 (2012, Sammelausgabe von 1 bis 3)
- Cal de Ter: L’intégrale, tome 2 (2012, Sammelausgabe von 4 und 5)
- Cal de Ter: L’intégrale, tome 3 (2013, Sammelausgabe von 6, 7 und Le secret des Loys)

Gurvan/Durée des équipages61 missions (Romanserie)
- 1 Sergent-Pilote Gurvan (1987)
- 2 Gurvan: Les premières victoires (1987)
- 3 Officier-Pilote Gurvan (1988)
- Gurvan l'intégrale (2012, Sammelausgabe von 1 bis 3)

La treizième génération (Romanserie)
- 1 Ross et Berkel (1990)
- 2 Pédric et Bo (1990)
- La Treizième Génération (2016, Sammelausgabe von 1 und 2)

Guerre aerienne (Romanserie)
- Le Franzous (2006)
- Le Gamin de spa 36 (2012)

Millecrabe (Romanserie)
- 1 Millecrabe (2009)
- 2 Le Terrible hiver 1947 (2010)
- 3 Le Grand Bluff (2010)

Spionageromane
- Réseaux Sommeil (1971)
- Stratégie détonateur (1971)
- Le Barrage maudit (1972)

Science-Fiction-Romane
- La fresque (1980)
- Le dernier pilote (1984)
- Le bricolo (1985)
- Le raid infernal (1986)
- La famille (1987)
- Le loupiot (1991)
- Danger : Mémoire (1991)
- Hors normes (1992)
- Le chineur de l’espace (1995)
- Ceux qui ne voulaient pas mourir (1996)
- La fédération de l’Amas (2004)
- Les clones déviants (2005)
- Régression (2006)
- La grande migration (2008)
- Quand il ne reste que l’honneur … (2011)
- L’androcomb (2017)